# عوينة (تريم)
'

تعديل مصدري - تعديل

عوينة هي إحدى قرى عزلة تريم بمديرية تريم التابعة لمحافظة حضرموت، بلغ تعداد سكانها 209 نسمة حسب تعداد اليمن لعام 2004.